# 列萬·瓦爾沙洛米澤
列萬·瓦爾沙洛米澤（1972年1月17日—），是一位喬治亞政治家。在2004年至2012年期間，瓦爾沙洛米澤擔任第二任阿扎尔自治共和国政府主席。卸任公職之後他創建了自己的公司。